# Herbeumont
Herbeumont là một đô thị của Bỉ. Đô thị này nằm ở tỉnh Luxembourg, vùng Wallonie.
Ngày 1 tháng 1 năm 2007, đô thị này có diện tích 58,81 km², có dân số 1.536 người với mật độ dân số 26,1 người trên mỗi km².